# Mujer desnuda en un paisaje
Mujer desnuda en un paisaje (en francés: Femme nue dans un paysage) es un cuadro de Pierre-Auguste Renoir del año 1883 conservado en el Museo de la Orangerie de París.

## Historia
Las bañistas de Renoir conservan el recuerdo de los desnudos en paisajes de la pintura francesa del siglo XVIII, especialmente los de Watteau y de Boucher, que el artista había contemplado largamente en el Museo del Louvre al principio de su carrera:

"La Diana en el baño de Boucher, explicará a Vollard, es el primer cuadro que me apasionó, y me continúa agradando de toda la vida, de la misma forma que jamás se olvida al primer amor."

## Descripción
Es un óleo sobre tela de 65 × 54 cm, pintado en 1883, en una época de transición, que anuncia la evolución de Renoir hacia el estilo más lineal de su período "ingresco". Si bien el paisaje aún es tratado aquí a la manera impresionista, a base de toques fragmentados, la figura, más definida, destaca claramente sobre el fondo.
Según Marie-Thérèse de Forges, la modelo de esta pintura sería Suzanne Valadon, la madre de Maurice Utrillo, que también fue pintora.